# Premios Literarios de Gerona
Premios Literarios de Gerona (en catalán: Premis Literaris de Girona) es el nombre que reciben un conjunto de galardones literarios españoles en lengua catalana que cada año convoca y concede la Fundación Prudenci Bertrana de Gerona. Los galardones incluidos son: Premio Prudenci Bertrana de novela, establecido en 1968; Premio Miquel de Palol de poesía, establecido en 1978; Premio Carles Rahola de ensayo (1980); Premio Ramón Muntaner de literatura juvenil (1986); Premio Cerverí de letra de canción (1996); y  Premio Letra de webs en lengua catalana (2001).
Los premios se entregan en un acto social que tiene lugar en el Auditorio Palacio de Congresos de Gerona, durante el mes de septiembre de cada año. Su actual director es Joan Domenech. Las obras ganadoras son publicada por la Editorial Columna.